# Кратечко
Кратечко је насељено место у саставу Града Сиска, Хрватска.

## Становништво
| Националност       | 1991.        |
| Хрвати             | 266 (94,32%) |
| Срби               | 0            |
| Југословени        | 1 (0,35%)    |
| остали и непознато | 15 (5,31%)   |
| Укупно             | 282          |